# Chorzępowo (gromada)
Chorzępowo – dawna gromada, czyli najmniejsza jednostka podziału terytorialnego Polskiej Rzeczypospolitej Ludowej w latach 1954–1972.
Gromady, z gromadzkimi radami narodowymi (GRN) jako organami władzy najniższego stopnia na wsi, funkcjonowały od reformy reorganizującej administrację wiejską przeprowadzonej jesienią 1954 do momentu ich zniesienia z dniem 1 stycznia 1973, tym samym wypierając organizację gminną w latach 1954–1972.
Gromadę Chorzępowo z siedzibą GRN w Chorzępowie utworzono – jako jedną z 8759 gromad na obszarze Polski – w powiecie międzychodzkim w woj. poznańskim, na mocy uchwały nr 29/54 WRN w Poznaniu z dnia 5 października 1954. W skład jednostki weszły obszary dotychczasowych gromad Bucharzewo, Chorzępowo, Dębowiec, Sieraków-Nadleśnictwo i Zatom Nowy ze zniesionej gminy Sieraków oraz niektóre parcele z karty Nr 3 obrębu Międzychód-Nadleśnictwo z dotychczasowej gromady Międzychód-Nadleśnictwo ze zniesionej gminy Międzychód w powiecie międzychodzkim, a także obszar leśny (administrowany przez Nadleśnictwo Państwowe w Sierakowie) z dotychczasowej gromady Kobus ze zniesionej gminy Wronki w powiecie szamotulskim w tymże województwie. Dla gromady ustalono 9 członków gromadzkiej rady narodowej.
Gromadę zniesiono 1 stycznia 1960, a jej obszar włączono do nowo utworzonej gromady Sieraków w tymże powiecie.